# آندریا میلانی (بازیکن فوتبال، زاده ۱۹۱۹)
آندریا میلانی (انگلیسی: Andrea Milani; ۱۳ دسامبر ۱۹۱۹ – ۱۱ اکتبر ۱۹۷۸) بازیکن فوتبال اهل ایتالیا بود.
از باشگاه‌هایی که در آن بازی کرده‌است می‌توان به باشگاه فوتبال هلاس ورونا، باشگاه فوتبال اینتر میلان، باشگاه فوتبال پالرمو، و باشگاه فوتبال برشا اشاره کرد.